# Stotzing
Stotzing (ungarisch Lajtaszék, Stoczing; kroatisch Štucin, Štucinga) ist eine Gemeinde mit 832 Einwohnern (Stand 1. Jänner 2024) im Burgenland im Bezirk Eisenstadt-Umgebung  in Österreich.

## Geografie

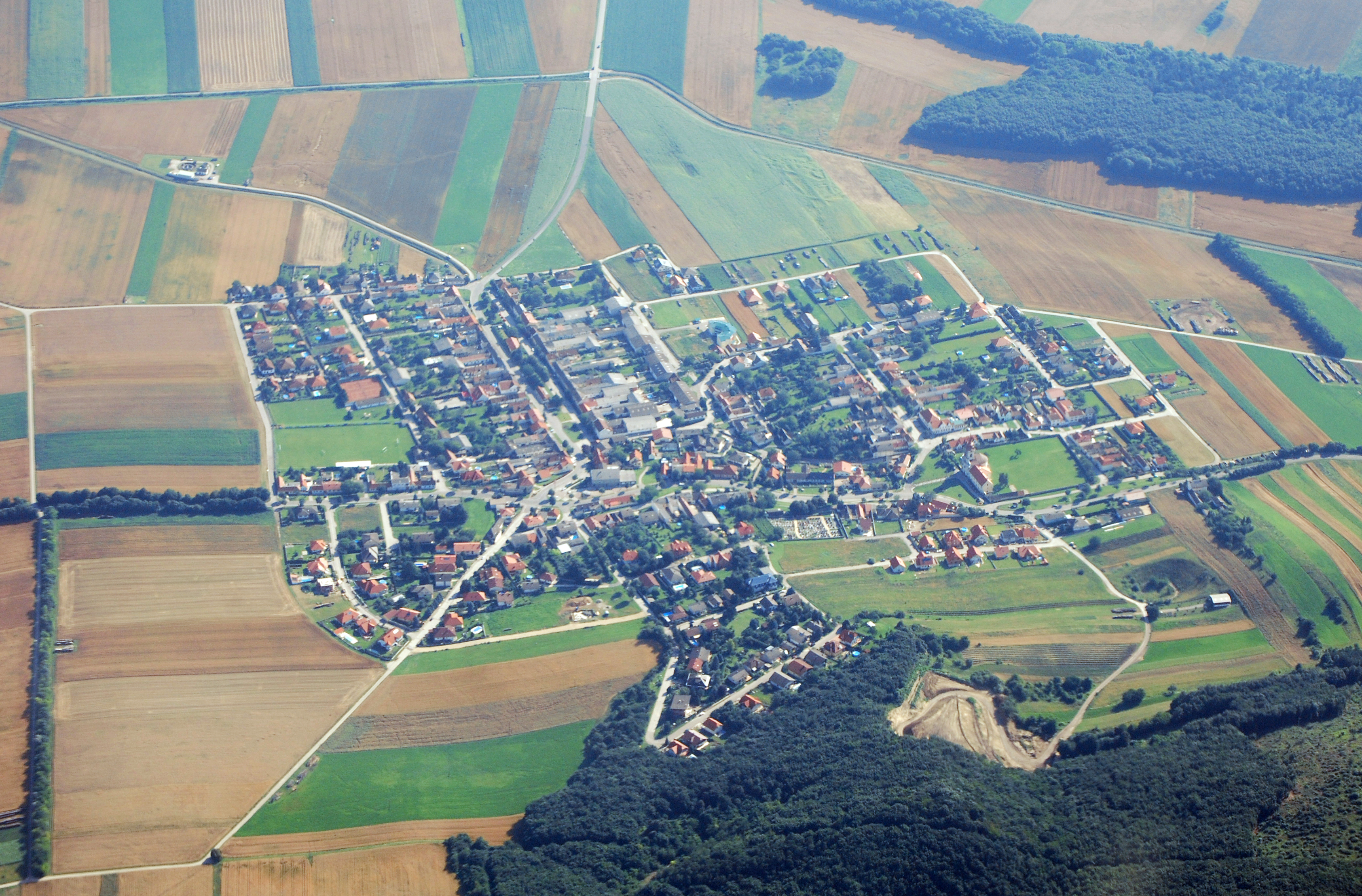
Luftbild (von Westen)

Die Gemeinde liegt im nördlichen Burgenland, nahe der Landeshauptstadt Eisenstadt. Der nördliche Teil in einer Meereshöhe von 250 Meter gehört zum Wiener Becken. Nach Süden steigt das Land zum Leithagebirge an und erreicht im Buchkogel 443 Meter.
Die Gemeinde hat eine Fläche von 12,91 Quadratkilometer. Davon sind 31 Prozent landwirtschaftliche Nutzfläche und 63 Prozent sind bewaldet.
Stotzing ist der einzige Ort in der Gemeinde.
Nachbargemeinden:
| Loretto                     | Leithaprodersdorf                           |                        |
| Leithaprodersdorf Hornstein | Kompassrose, die auf Nachbargemeinden zeigt | Au am Leithaberge (BL) |
|                             | Eisenstadt                                  | Oslip                  |

## Geschichte
Die urgeschichtliche Besiedlung des Stotzinger Gemeindegebietes ist belegt durch eine wahrscheinlich mittelneolithische Kreisgrabenanlage, die 2019 als die erste vierfache Kreisgrabenanlage in Österreich entdeckt und geophysikalisch prospektiert wurde.
Vor Christi Geburt war das Gebiet Teil des keltischen Königreiches Noricum und gehörte zur Umgebung der keltischen Höhensiedlung Burg auf dem Schwarzenbacher Burgberg.
Später unter den Römern lag das heutige Stotzing dann in der Provinz Pannonia.

Stotzing (Mitte rechts) um 1872 (Aufnahmeblatt der Landesaufnahme)

Ursprünglich (Im Jahre 1584 erfolgte von Kaiser Rudolf II. die Verleihung der Herrschaft) wurde der Ort vom Freiherr Ruprecht von Stotzingen (* um 1540; † 24. Mai 1600) gegründet und erbaut. Sein Familienwappen (1593) ist auch heute noch Gemeindewappen von Stotzing. Die ersten Siedler hatte Ruprecht von Stotzingen aus seiner württembergischen Heimat gebracht.
Der Ort gehörte, wie das gesamte Burgenland, von 1867 bis 1920/21 zu Ungarn (Deutsch-Westungarn). Seit 1898 musste aufgrund der Magyarisierungspolitik der Regierung in Budapest der ungarische Ortsname Stoczing bzw. seit 1899 Lajtaszék verwendet werden.
Nach Ende des Ersten Weltkriegs wurde nach zähen Verhandlungen Deutsch-Westungarn in den Verträgen von St. Germain und Trianon 1919 Österreich zugesprochen. Der Ort gehört seit 1921 zum neu gegründeten Bundesland Burgenland (siehe auch Geschichte des Burgenlandes).

## Kultur und Sehenswürdigkeiten

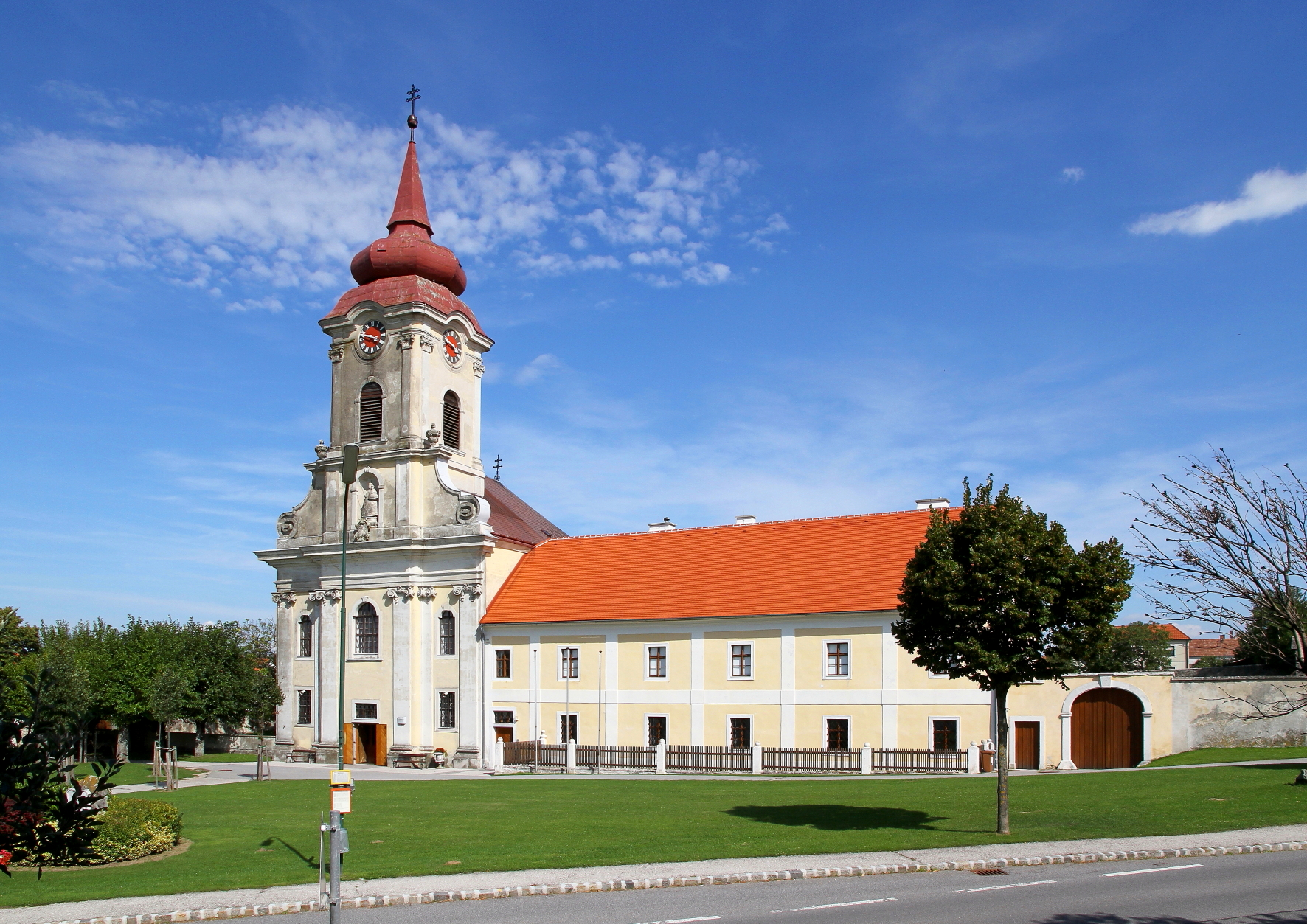
Pfarrkirche Stotzing

- Katholische Pfarrkirche Stotzing hl. Johannes der Täufer
- Das ehemals der Pfarrkirche angeschlossene Servitenkloster (Aufhebung 1787) ist heute Pfarrhof.

## Wirtschaft und Infrastruktur
In den Jahren 1999 bis 2010 nahm die Anzahl der landwirtschaftlichen Betriebe von 29 auf 21 ab. Von diesen 21 wurden 8 im Haupt-, 10 im Nebenerwerb, 2 von Personengemeinschaften und 1 von einer juristischen Person geführt. Im Produktionssektor arbeiteten 17 Erwerbstätige, 9 im Bereich Herstellung von Waren und 8 in der Bauwirtschaft. Der wichtigste Arbeitgeber im Dienstleistungssektor war der Bereich soziale und öffentliche Dienste. Hier arbeiteten 15 der 37 Erwerbstätigen.
Im Jahr 2011 lebten 399 Erwerbstätige in Stotzing. Davon arbeiteten 47 in der Gemeinde, beinahe 90 Prozent pendelten aus.

## Politik

### Gemeinderat
Der Gemeinderat umfasst aufgrund der Einwohnerzahl insgesamt 13 Mitglieder.
| Partei          | 2022    | 2022    | 2022    | 2017    | 2017    | 2017    | 2012    | 2012    | 2012    | 2007    | 2007    | 2007    | 2002    | 2002    | 2002    | 1997    | 1997    | 1997    |
| Partei          | Sti.    | %       | M.      | Sti.    | %       | M.      | Sti.    | %       | M.      | Sti.    | %       | M.      | Sti.    | %       | M.      | Sti.    | %       | M.      |
| --------------- | ------- | ------- | ------- | ------- | ------- | ------- | ------- | ------- | ------- | ------- | ------- | ------- | ------- | ------- | ------- | ------- | ------- | ------- |
| ÖVP             | 362     | 60,13   | 8       | 417     | 76,80   | 10      | 411     | 69,78   | 9       | 367     | 63,94   | 8       | 276     | 51,59   | 7       | 210     | 46,36   | 6       |
| SPÖ             | 240     | 39,87   | 5       | 126     | 23,20   | 3       | 178     | 30,22   | 4       | 207     | 36,06   | 5       | 259     | 48,41   | 6       | 243     | 53,64   | 7       |
| Wahlberechtigte | 720     | 720     | 720     | 695     | 695     | 695     | 700     | 700     | 700     | 695     | 695     | 695     | 621     | 621     | 621     | 589     | 589     | 589     |
| Wahlbeteiligung | 89,86 % | 89,86 % | 89,86 % | 83,74 % | 83,74 % | 83,74 % | 93,00 % | 93,00 % | 93,00 % | 91,94 % | 91,94 % | 91,94 % | 93,88 % | 93,88 % | 93,88 % | 91,00 % | 91,00 % | 91,00 % |

### Bürgermeister
Bürgermeister war bis 2021 Wolfgang Kostenwein (ÖVP), der nach der Wahl von 2002 die Nachfolge von Trinko (SPÖ) angetreten hat. Bei der Bürgermeisterdirektwahl 2017 erreichte er 83,52 %. Die SPÖ verzichtete auf die Nominierung eines Kandidaten. In der konstituierenden Sitzung des Gemeinderats wurde Thomas Tiwald (ÖVP) zum Vizebürgermeister gewählt.
Im Herbst 2021 folgte Thomas Tiwald (ÖVP) Wolfgang Kostenwein als Bürgermeister nach. Bei der Wahl 2022 wurde er mit 57,55 Prozent der Stimmen im Amt bestätigt.